# 馬爾戈別克
馬爾戈別克（俄语：Малгобе́к）是俄羅斯印古什共和國北部的一座城市，北距首府馬加斯43公里。该市2018年人口为37,442人。
1934年该市建立，1939年設市。